# سیم‌سیتی: بسازش
«سیم‌سیتی: بسازش» (انگلیسی: SimCity: BuildIt) یک بازی ویدئویی در سبک بازی شهرسازی است که توسط الکترونیک آرتس و در سال ۲۰۱۴ و در پلت‌فرم‌های اندروید و آی‌اواس منتشر شده‌است.